# アート・ザ・クラウン
アート・ザ・クラウン（Art the Clown） は、『テリファー』シリーズと関連メディアにおける主な敵役である架空のキャラクター。ダミアン・レオーネが制作した本キャラクターは短編映画『The 9th Circle』（2008年）と『Terrifier』（2011年）で初めて登場した。どちらの短編も、このキャラクターの長編映画デビュー作となったアンソロジー映画『テリファー0』（2013年）に収録された。これらの初期作ではマイク・ジャンネッリがアートを演じ、ジャンネッリの引退後はデヴィッド・ハワード・ソーントンが『テリファー』（2016年）、『テリファー 終わらない惨劇』（2022年）、『テリファー 聖夜の悪夢』（2024年）でアートを演じた。
アートは、レオーネの監督デビュー作で様々なホラーのコンセプトを試した短編映画で背景キャラクターとしてデビューした。観客はアートに最も反応し、レオーネはその後10年間、このキャラクターをスラッシャー映画の悪役として繰り返し登場させた。『テリファー 終わらない惨劇』が批評的・商業的に成功した後、アートはポップカルチャーのキャラクターとなり、また、悪のピエロの象徴的存在となった。このキャラクターの背景はあいまいなままだが、アートが登場する全ての場面で、彼が超自然的な能力を持っていることが示されている。彼の宿敵はファイナル・ガールのシエナ・ショー（ローレン・ラベラ）であり、レオーネはシエナとアートを聖書の善と悪の潜在的性質を反映するように書いた。

## 登場

### 映画
このキャラクターは、ハロウィーンの夜に誰もいない駅でケイシー（ケイラ・リアン）という若い女性を追いかける短編映画『The 9th Circle』（2008年）でデビューした。この映画では単なる脇役のアートは、ケイシーを誘拐し、サタンへの生贄として悪魔崇拝のカルトに連れて行った。
二度目の登場は短編映画『Terrifier』（2011年）で、ガソリンスタンドでアートの殺人を目撃した若い女性につきまとい、いたぶった。
このキャラクターは、『テリファー0』（2013年） で長編映画デビューを果たした。同作では、主人公のサラ（ケイティ・マグワイア）がハロウィンの夜に彼女が子守をしている子供たちと一緒に前2作の短編映画を収録したVHSテープを観る。アートは現実世界に入り込み、子供たちを殺害し、恐怖に怯えるサラがそれを見つける。
アートの2度目の長編映画出演は、スラッシャー映画『テリファー』（2016年）である。『テリファー』では、アートはニューヨーク州の架空のマイルズ郡に住み、ハロウィンの夜にパーティー好きのタラ・ヘイズ（ジェナ・カネル）とその妹ビクトリア（サマンサ・スカフィディ）に付きまとう。アートはタラを殺害した後、唯一の生存者となったビクトリアを狙い、彼女は抵抗したものの、最終的にアートが運転するピックアップトラックにはねられて意識を失ってしまう。その後アートは気絶したビクトリアの顔の半分を食べて損壊させるが、彼女を殺す前に現場に到着した警察から銃を突きつけられ、所持していた拳銃で自分を撃って自殺した。
『テリファー 終わらない惨劇』（2022年）では、 アートの最初の犠牲者である10歳の少女の姿をした悪霊「リトル・ペイル・ガール」がアートを蘇らせ、シエナ・ショー（ローレン・ラベラ）と彼女の弟を狙う彼に付き添う。彼らの父親は脳腫瘍で亡くなった芸術家で、生前に幻覚で見たアートとその犠牲者達をスケッチしており、また、アートを倒す天使の戦士の衣装を着たヒロインとしてシエナを描き、彼女に剣を贈っていた。父親のスケッチを基にハロウィンの衣装を作ったシエナは、廃墟となった遊園地にあるホラーアトラクション「Terrifer」でアートと戦い、父親の剣でアートの首を切断した。しかし、精神病院にいるビクトリア・ヘイズがアートの生きた頭を出産したことで、彼は生き返った。

### 書籍
アート・ザ・クラウンは、2016年の映画の漫画版（三部作）に登場する。

## コンセプトと制作
アートのアイディアは、女性が仕事を終えて帰宅するために市バスに乗ると、ピエロが乗り込んできて彼女の向かいに座り、彼女をからかうというレオーネの構想から生まれた。彼は、アートが視聴者にとって不快でありながらも喜劇的な存在でもあるが、同時に「次第に威圧的で攻撃的になる」キャラクターであると想定した。アートは、レオーネ監督のデビュー作である短編映画『The 9th Circle』（2008年）に、単なる背景キャラクターとして取り入れられた。レオーネは「ピエロ、魔女、悪魔、怪物、あらゆるものを壁に投げ込んで、何かがくっつくことを期待した」と述べている。
アートはレオーネの次作である短編映画『Terrifier』（2011年）に登場した。この作品では、ガソリンスタンドでアートの殺人を目撃した衣装デザイナーが彼に追われることになる。『The 9th Circle』を見た人々がアートに興味を持ったことをレオーネに示したため、この作品でアートはより重要な役割を担うことになった。YouTubeで短編映画を見た映画プロデューサーのジェシー・バゲットは、レオーネにアンソロジー映画にそれらを含めるよう打診し、レオーネはこれをアートの長編映画を監督するチャンスと捉え、最終的に同意した。そして『テリファー0』（2013年）へと発展し、同作ではベビーシッターが世話をしている子供の一人がトリック・オア・トリートの後にアートが映ったVHSテープを受け取ったことでアートの標的になるという（前2作を包括する）ストーリーとなっている。このアンソロジー映画では、アートが超自然的な存在であることがさらに示唆されるが、彼の背景はあいまいなままである。レオーネの友人である俳優マイク・ジャンネッリは、引退するまでのこれらすべての作品でアート役を演じた。
『テリファー0』の公開後、レオーネは2010年代には象徴的なホラーの悪役、特に独創的なピエロのキャラクターが不足していると考え、アートだけに焦点を当てた長編映画を制作したいと考えていた。彼は、アートを性格と外見の両面で「ペニーワイズ」の正反対にすることを目指した（アートは禿げ頭で、話さず、武器を使い、白黒のメイクをして白黒の服を着ている）。ジャンネッリの引退後、デヴィッド・ハワード・ソーントンがアート役に抜擢された。 レオーネはキャスティングの違いについて、「マイクはピエロの格好をした男同然だったが、デヴィッドはピエロだ。彼を実際に知っていれば、彼は歩くカートゥーンだ。彼は現実のロジャー・ラビットであり、アート・ザ・クラウンだとは誰も信じないだろうが、スイッチを入れて暗い場所に連れて行く方法を知っている」と述べた。ソーントンは、デジタルキャスティングウェブサイト「Actors Acess」で「道化やコメディーの経験がある、背が高くて痩せたコメディー俳優」の募集を見つけた。ソーントンは『テリファー0』を通じてアート・ザ・クラウンを熟知していたため、エージェントにその募集への応募を依頼し、オーディション中に殺害シーンを即興で演じた後、同役に抜擢された。

## 評価
Starbust誌の好意的なレビューで、ソル・ハリスは「アートは本当に謎めいて印象に残る悪役だ。彼は頻繁に本当に見ていて不快な領域に踏み込んでおり、それがフレディ・クルーガーやチャッキーのようなしっかりとしたホラーの象徴とはどこか違う感じを抱かせる。本当に素晴らしい演技をしたデヴィッド・ハワード・ソーントンは特に称賛されるべきで、彼の演技はカリーやスカルスガルドのような俳優たちと互角に渡り合えるものだ」と書いた。より中程度の批評では、ブログ「Film School Rejects」はソーントンの演技とボディランゲージの使い方を賞賛したが、『Terrifier』を酷評し、このキャラクターを女性に対して深い憎悪を持つ女性蔑視者（ミソジ二スト）とみなした。

## 大衆文化において
2018年、アパレル会社Terror Threadsがこのキャラクターのアグリー・クリスマス・セーターを発売した。アメリカ人ラッパー兼歌手のGhostemaneは、自身のスタジオアルバム『ANTI-ICON』（2020年）に影響を与えたキャラクターとしてアートを挙げている。 デヴィッド・ハワード・ソーントンはその後、2023年のコメディシリーズ『Bupkis』のエピソード「Show Me the Way」でアート・ザ・クラウン役を再演した。
ロールプレイングゲームの『Fear & Hunger 2: Termina』に登場するNeedles（ニードレス）という敵は、キャラクターの頭をのこぎりで切ったり、拳銃を使ったりするなど、外見だけでなく行動も映画のアートと似ている。ニードレスは、プレイヤーやテルミナ祭の他の参加者につきまとい、対処しない限りさまざまな方法で彼らを殺害する。『Call of Duty: Warzone』と『Call of Duty: Modern Warfare III』においてアート・ザ・クラウンは2024年9月18日のハロウィンイベントに登場した。
3作目の映画『テリファー 聖夜の悪夢』では、このキャラクターを題材にしたアイス・ナイン・キルズの曲「A Work of Art」がフィーチャーされる。